# La Bélgica
La Bélgica – miasto w Boliwii, w departamencie Santa Cruz, w prowincji Sara.